# Lagtingets retsudvalg
Lagtingets retsudvalg (færøsk: Rættarnevndin) er det fagudvalg, som behandler rets-, politi- og kommunalsager i Lagtinget på Færøerne. Udvalget har syv medlemmer.

## Medlemmer 2015-2019
- Kristin Michelsen (JF), formand
- Sonja Jógvansdóttir (JF)
- Magnus Rasmussen (SB)
- Edmund Joensen (SB)
- Elsebeth Mercedis Gunnleygsdóttur (FF)
- Magni Arge (T) (Ingolf S. Olsen fra 21. september)[1]
- Ruth Vang (FS)

## Medlemmer 2011-2015
- Elsebeth Mercedis Gunnleygsdóttur (FF), formand
- Eivin Jacobsen (SB)
- Reimund Langgaard (SB)
- Gerhard Lognberg (JF/SF)
- Kristin Michelsen (JF), næstformand
- Páll á Reynatúgvu (T)
- Brandur Sandoy (FF)

## Medlemmer 2008-2011
- Alfred Olsen (SB), formand
- Gerhard Lognberg (JF), næstformand
- Poul Michelsen (FF)
- Anfinn Kallsberg (FF)
- Bjørt Samuelsen (T)
- Heini O. Heinesen (T)
- Hans Pauli Strøm (JF)

## Formænd
- 1991–1992 Jóannes Dalsgaard (JF)
- 1994–1998 Bjørn á Heygum (SB)
- 1998–2001 Sámal Petur í Grund (SF)
- 2001–2001 Signar á Brúnni (TF)
- 2001–2002 Helena Dam á Neystabø (JF)
- 2002–2004 Jógvan á Lakjuni (FF)
- 2004–2007 Alfred Olsen (SB)
- 2007–2008 Marjus Dam (SB)
- 2008–2011 Alfred Olsen (SB)
- 2011–2015 Elsebeth Mercedis Gunnleygsdóttur (FF)
- 2015– Kristin Michelsen (JF)

## Eksterne links
- Udvalgets internetside hos lagtinget Arkiveret 20. oktober 2015 hos  Wayback Machine